# راي برستون (لاعب دوري الرغبي)
راي برستون (بالإنجليزية: Ray Preston)‏ هو لاعب دوري الرغبي أسترالي، ولد في 10 نوفمبر 1927 في سيدني في أستراليا.